# Dsmitryj Chlebassolau
Dsmitryj Andrejewitsch Chlebassolau (belarussisch Дзмітрый Андрэевіч Хлебасолаў, russisch Дмитрий Андреевич Хлебосолов/Dmitri Andrejewitsch Chlebossolow, auch als Dmitri Andreyevich Khlebosolov transkribiert; * 7. Oktober 1990 in Brest, BSSR) ist ein belarussischer Fußballspieler, der bei Spartak Moskau unter Vertrag steht.

## Leben und Karriere
Dsmitryj Chlebassolau wurde 1990 im belarussischen Brest geboren. Von 2006 bis 2008 spielte er beim belarussischen Zweitligisten FK Baranawitschy, bevor er vom russischen Rekordmeister Spartak Moskau verpflichtet wurde. 2008 feierte er auch sein Debüt in der belarussischen U-19-Nationalmannschaft. Bei Spartak Moskau kam Chlebassolau jedoch zu keinem Einsatz in der ersten Mannschaft und wurde 2011 für ein Jahr an den belarussischen Erstligisten Naftan Nawapolazk ausgeliehen. 2012 schloss sich ein Leihengagement beim ebenfalls aus Belarus stammenden Verein Torpedo Schodsina an. In der Rückrunde 2012/13 war er an den deutschen Zweitligisten Dynamo Dresden ausgeliehen.